# Liste des évêques de Masaka
Liste des évêques de Masaka
(Dioecesis Masakaensis)
Le vicariat apostolique de Masaka, en Ouganda, est érigé le 25 mai 1939, par détachement de celui d'Ouganda.
Il est érigé en diocèse de Masaka le 25 mars 1953.

## Est vicaire apostolique
- 25 mai 1939-25 mars 1953 : Joseph Kiwánuka

## Sont évêques
- 25 mars 1953-20 décembre 1960 : Joseph Kiwánuka, promu évêque.
- 11 novembre 1961-10 janvier 1998 : Adrian Ddungu (Adrian Kivumbi Ddungu)
- 10 janvier 1998-16 avril 2019 : John Kaggwa (John Baptist Kaggwa)
- Depuis le 16 avril 2019: Serverus Jjumba

## Sources
- L'ANNUAIRE PONTIFICAL, sur le site http://www.catholic-hierarchy.org, à la page